# Europese kampioenschappen schaatsen afstanden 2020 - 3000 meter vrouwen
De Europese kampioenschappen schaatsen 2020 - 3000 meter vrouwen werd gehouden op zaterdag 11 januari 2020 in ijsstadion Thialf in Heerenveen.
Titelverdedigster was Esmee Visser die de titel pakte tijdens de Europese kampioenschappen schaatsen 2018. Zij prolongeerde haar titel.

## Uitslag
| #      | Schaatser              | Land | Tijd    |
| ------ | ---------------------- | ---- | ------- |
| Goud   | Esmee Visser           | NED  | 3.59,15 |
| Zilver | Natalja Voronina       | RUS  | 4.01,66 |
| Brons  | Francesca Lollobrigida | ITA  | 4.01,66 |
| 4      | Martina Sáblíková      | CZE  | 4.01,96 |
| 5      | Carlijn Achtereekte    | NED  | 4.02,19 |
| 6      | Marina Zoejeva         | BLR  | 4.04,48 |
| 7      | Irene Schouten         | NED  | 4.04,48 |
| 8      | Jevgenia Lalenkova     | RUS  | 4.04,78 |
| 9      | Noemi Bonazza          | ITA  | 4.04,78 |
| 10     | Nikola Zdráhalová      | CZE  | 4.06,94 |
| 11     | Sofie Karoline Haugen  | NOR  | 4.07,06 |
| 12     | Claudia Pechstein      | GER  | 4.07,30 |
| 13     | Jelena Sochrjakova     | RUS  | 4.07,43 |
| 14     | Roxanne Dufter         | GER  | 4.11,70 |
| 15     | Michelle Uhrig         | GER  | 4.14,28 |
| 16     | Magdalena Czyszczoń    | POL  | 4.15,63 |

Uitslag

## Loting
1. Irene Schouten – Jelena Sochrjakova
2. Magdalena Czyszczoń – Michelle Uhrig
3. Esmee Visser – Noemi Bonazza
4. Carlijn Achtereekte – Francesca Lollobrigida
5. Roxanne Dufter – Sofie Karoline Haugen
6. Claudia Pechstein –  Nikola Zdráhalová
7. Natalja Voronina – Jevgenia Lalenkova
8. Martina Sáblíková – Marina Zoejeva[3]